# Вождение тура
Вождение тура (Вождение быка, Бить быка, пол. Chodzenie z turoniem; словац. Turoň) — славянский обряд вождения ряженого быком (туром), исполняемый на Святках, Масленицу (Мясопуст) или Троицу.

## Образ
В западнославянской традиции, тур («туронь») — ряженый с маской, напоминающий одновременно и быка, и козу. Челюсть туроня хлопает. Эта маска особенно характерна для представлений ряженых в Словакии, в Юго-Западной и частично в Центральной Польше. Как и козу, туроня «убивали», но после он «воскресал». По мнению польского этнографа и фольклориста Оскара Кольберга, обряды с туронем (от слова «тур») относятся к языческим обрядам славян, где тур был символом солнца, в его честь отмечали праздник, называемый Turzyci (turicy). По мнению чешского учёного А. Вацлавика, туронь (чеш. turoň) был персонажем, приносящим плодородие, появление туроня предвещало в доме хороший урожай: «Там, где валяется туронь, картофель хорошо родится» (словац. Kde sa turon val a zemky sa dobre daria) — говорят словаки. А. Вацлавик также считал, что маска тура была перенесена в цикл новогодних празднеств из летних праздников троицина дня (чеш. turicy).

## Русские обычаи
Обряд «Вождение тура» проводили на Зимние Святки. Для изображения быка ряженый брал ухват (рогач), на который надевали глиняный горшок. Быка вели на поводке или за уздечку, погоняли кнутом, сопровождавших называли «вожатый», «поводырь», «водок». Сам ряженый имитировал поведение животного: делал вид, что бодается, скачет, машет хвостом, мычит. В Вологодской области во время святочного «вождения быка» исполнялись сценки убийства: ряженого толкали, чтобы он упал, разбивали надетый ему на голову горшок, стреляли в воздух. Эти игровые действия назывались «быка бить».
В Костромском крае была известна святочная игра «в быка». Парень с горшком на ухвате (символ рогов) и с накинутым пологом приходил в избу, мычал около девок и махал головой, как бык. Его продавали, и, когда сторговывались, кто-то из толпы «убивал быка» — бил по горшку, разбивал его, и парень, изображавший быка, убегал вон из избы, а другие парни били заранее приготовленными соломенными жгутами девок, спрашивая: «С кем быка ела?».

## Польские обычаи
У поляков бык (туронь) был с рогатой головой, чёрный и волосатый с открывающейся челюстью. Парень, играющий туроня, был покрыт одеялом, покрывалом или овечьей шкурой. В руках он держал шест, с головой быка, которая могла щёлкать челюстями, с коровьими, бараньими или деревянными рогами. Довольно крупная голова, размером чуть меньше настоящего быка, обычно делалась из дерева и обтягивалась кожей кролика или другого животного. На рогах или шее туроня вешались коровьи колокольчики.
Обряд проводили период с Рождества до Мясопуста и на Пасху. Туроня торжественно водил «дед» на верёвке в сопровождении иных ряженых. От парня, играющего туроня, требовалось умение изображать быка: мычать, бодаться, кланяться, танцевать, пугать девушек и детей. Во время пения колядок туронь старался кивать головой и звенеть колокольчиками и открывать рот в такт песне. В какой-то момент «солдат» стрелял и туронь падал на пол. Затем следовало «лечение» — его старались расшевелить, подпалить под ним солому, подуть, залить в рот водку и другое. После туронь оживал, танцевал и на этом колядование заканчивалось.
Смерть, затем воскрешение туроня символизировала возрождение земли, которая должна после зимней спячки проснуться весной. Сам туронь символизировал плодородие в хозяйстве.
В Мазовии бык — центральный персонаж троицких обрядов. Его покрывали старой сетью и обряжали цветами и ветками, вешали на рога венок из берёзы и гнали впереди стада, либо на быка сажали чучело «рыцаря» из ольховой коры и затем сбрасывали его наземь, называя этот обряд — «воловьей свадьбой» (пол. wołowe wesele). В Куявии бык, покрытый попоной, с цветами на рогах участвовал в торжественном шествии в сопровождении дюжины пастухов, дюжины девушек с цветами и музыкантов, которых встречала вся деревня.

## Словацкие обычаи
В Словакии ряженье Туронем было наиболее популярным. Туроня изображали двое мужчин, стоявшие друг за другом. При этом задний, слегка наклонившись, держался руками за плечи переднего, который держал в руках палку, на верхнем конце которой была прикреплена голова Туроня с подвижной нижней челюстью. Голова изготавливалась так же, как и у поляков. Ко рту пришивался язык из твёрдой материи или кожи. Глаза делались из круглых блестящих кусочков жести. К длинным рогам также привешивались бубенцы. На обоих актёров была накинута плахта из мешковины или иной материи так, что вместе с головой это составляло одно целое. В некоторых местах Туроня изображал один человек, так же, как и в польском варианте. Туроня водили на Рождество и на масленицу (мясопуст). Его сопровождали «мясник» с большим ножом, «стрелок» с деревянным ружьём, ряженый с розгами в одной руке и с незаконнорождённым «младенцем» в другой и дед с большой корзиной для сала. На всех были надеты вывернутые наружу шубы. Часто компанию сопровождали музыканты. По дороге Туронь прыгал, шатал головой с бубенцами, бодался и пытался сбить с ног кого-нибудь из проходивших селян. Зайдя во двор хозяина, группа подходила к навозной кучи. Стрелок стрелял из ружья в Туроня. Тот падал, а мясник старался перерезать ему горло, но в этот момент туронь «оживал» и набрасывался на мясника. Ряженый с розгами ругал стегал стрелка за то, что тот не попал в Туроня. Тогда стрелок ещё раз стрелял и Туронь падал на навозную кучу. Мясник перерезал ему горло и набирал в посуду свежей крови (навоза), которую относил в дом хозяина. За ним следовал мужчина с младенцем и выпрашивал для ребёнка сала (шпик). Получив подношение, все отправлялись к следующему двору. Селянин, получивший навоз, относил его обратно на навозную кучу. Считалось, что это действо способствует увеличению урожай в хозяйстве. Затем хозяин втыкал в навозную кучу палку, которой он весной в первый раз погонит скот на пастбище.
«Туронь» у словаков является символом силы и плодородия. В его честь Троица по-словацки называется «турица» (словац. Turíce). Обходы с туронем первоначально исполнялись только на Троицкие праздники. Однако со временем хождение с туронем изменило свою форму и содержание.